# Fissidens adianthoides x taxifolius
Fissidens adianthoides x taxifolius là một loài Rêu trong họ Fissidentaceae. Loài này được Kindb. mô tả khoa học đầu tiên năm 1904.

## Hình ảnh

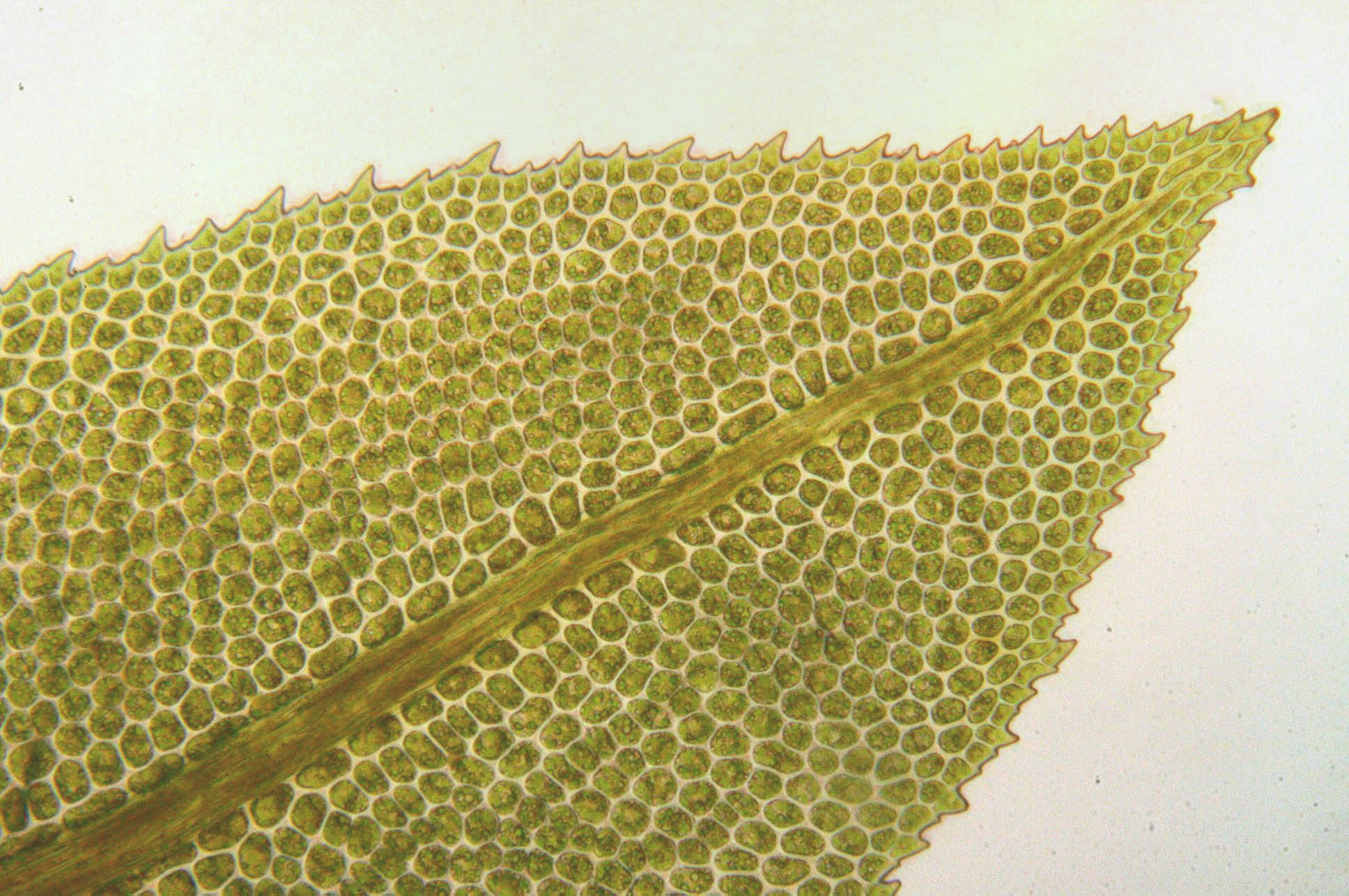
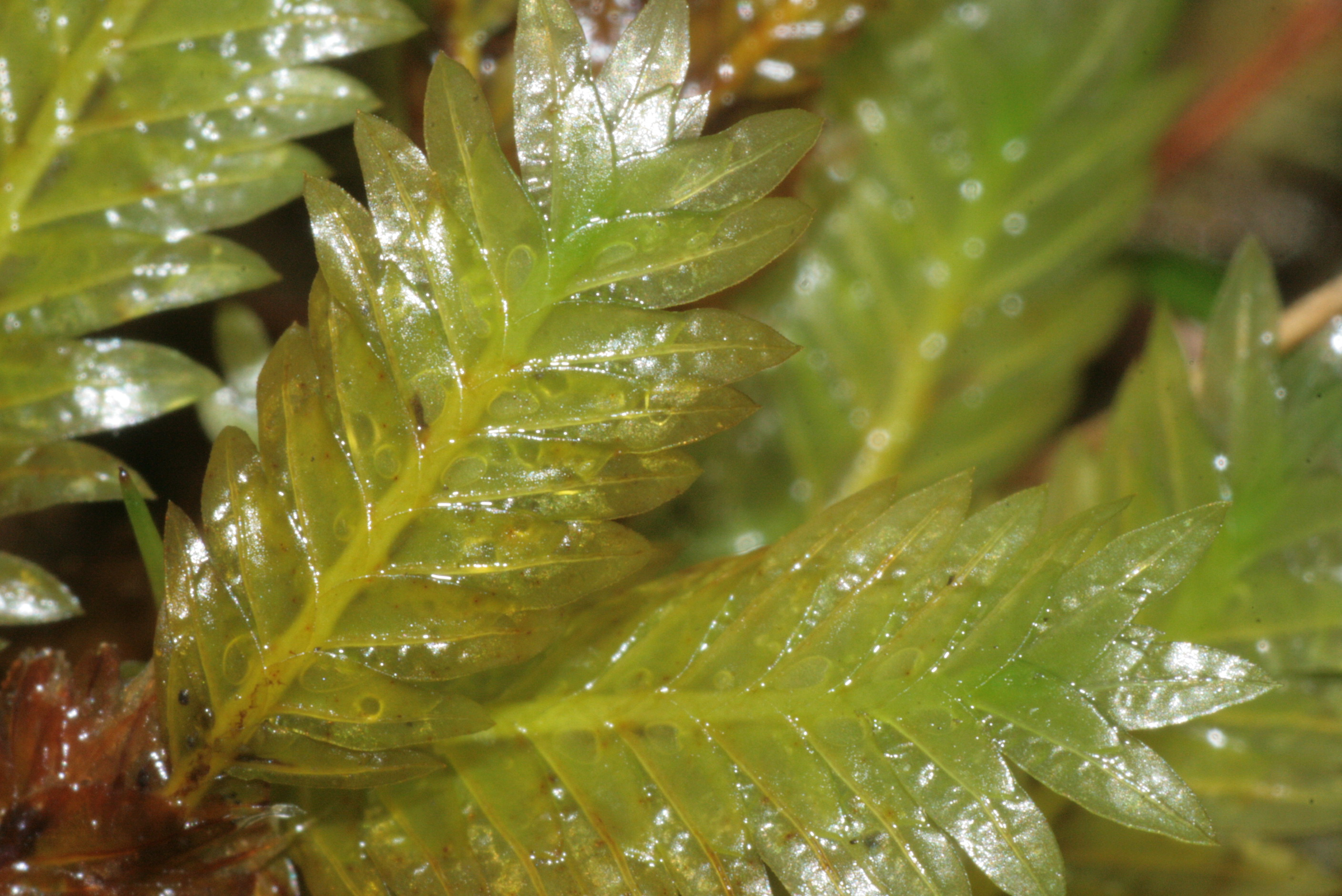
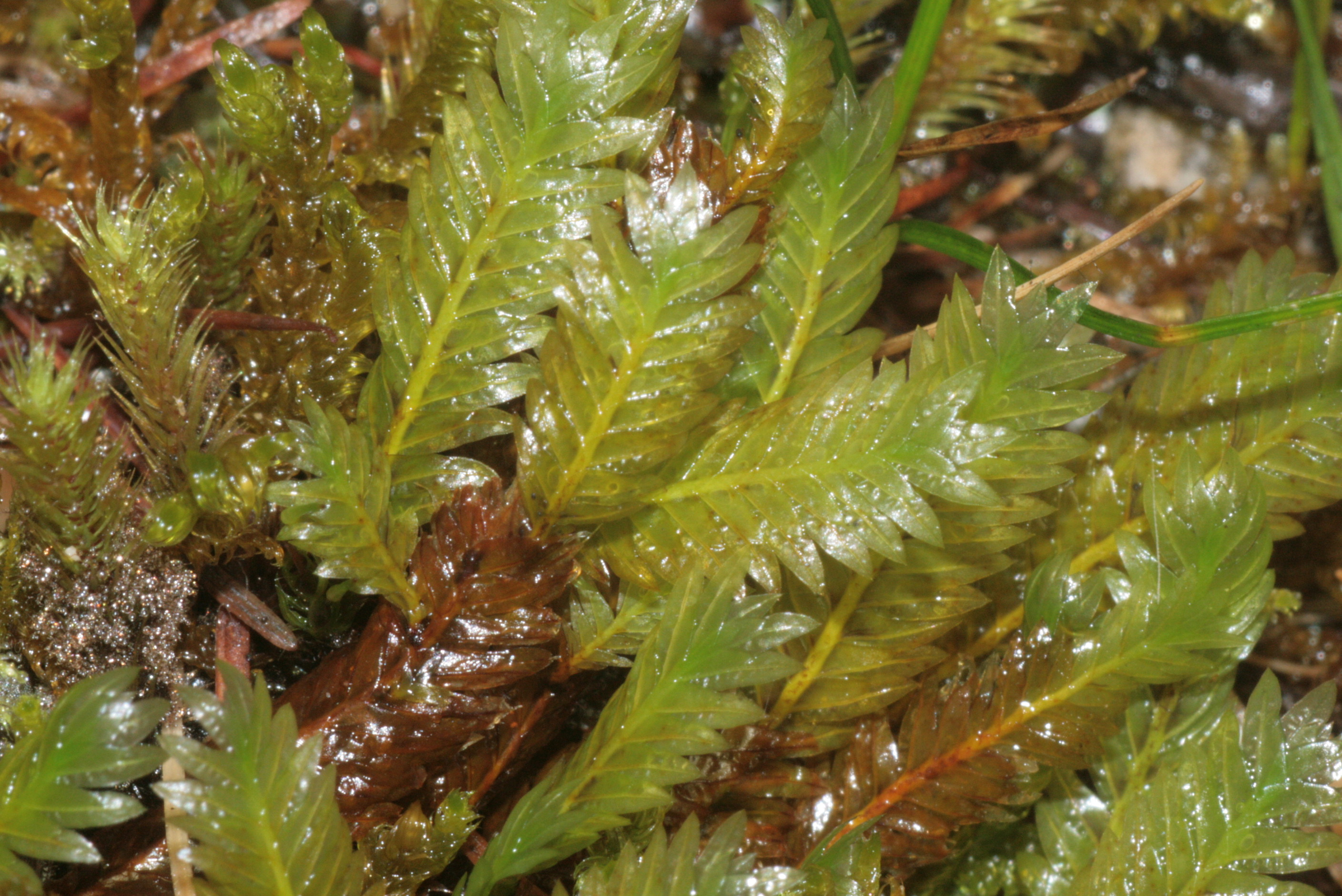
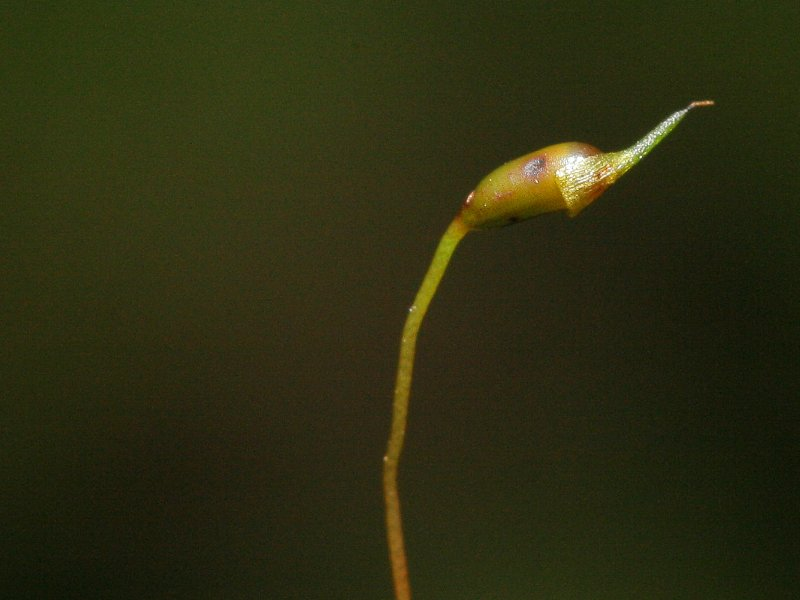